# Llista de topònims de la Cabanassa
Llista de topònims (noms propis de lloc) de la Cabanassa (Conflent).
Informació actualitzada per un bot. Els canvis manuals es perdran quan s'actualitzi!

## Misc
| imatge | Nom                                 | Ubicat a           | instància de                          | Detalls                                                   | coordenades                                                                              | Protecció                                                           | Commons (més fotos)                               | Dades a WD                    |
| ------ | ----------------------------------- | ------------------ | ------------------------------------- | --------------------------------------------------------- | ---------------------------------------------------------------------------------------- | ------------------------------------------------------------------- | ------------------------------------------------- | ----------------------------- |
|        | Castell d'Ovança                    | la Cabanassa       | castell                               |                                                           | 42° 30′ 18″ N, 2° 07′ 29″ E / 42.50506°N,2.124661°E 1514.7 msnm                          |                                                                     |                                                   | Modifica les dades a Wikidata |
|        | Els Molins                          | la Cabanassa       | assentament humà                      |                                                           | 42° 30′ 14″ N, 2° 07′ 10″ E / 42.503919444444°N,2.1195555555556°E 1525.9 msnm            |                                                                     | Els Molins (la Cabanassa)                         | Modifica les dades a Wikidata |
|        | Estació de Montlluís - la Cabanassa | la Cabanassa       | estació de ferrocarril                |                                                           | 42° 30′ 08″ N, 2° 06′ 47″ E / 42.502094°N,2.113092°E 1512 msnm                           |                                                                     | Gare de Mont-Louis - La Cabanasse                 | Modifica les dades a Wikidata |
|        | Monument a Emmanuel Brousse         | la Cabanassa       | obra escultòrica                      | Creador: Édouard Mas-Chancel 1930 Alt: 1500cm             | 42° 30′ 27″ N, 2° 06′ 56″ E / 42.50738888888889°N,2.115613888888889°E la Cabanassa       | Objecte inclòs en l'Inventari general del patrimoni cultural (IGPC) |                                                   | Modifica les dades a Wikidata |
|        | Santa Maria de la Cabanassa         | la Cabanassa       | església                              |                                                           | 42° 30′ 01″ N, 2° 06′ 50″ E / 42.500215°N,2.113782°E 1487.8 msnm                         |                                                                     | Église Notre-Dame-de-l'Assomption de La Cabanasse | Modifica les dades a Wikidata |
|        | Santa Maria de la Perxa             | la Cabanassa       | monestir                              |                                                           | 42° 29′ 47″ N, 2° 05′ 33″ E / 42.49646944°N,2.09255556°E 1578 msnm                       |                                                                     |                                                   | Modifica les dades a Wikidata |
|        | Tet                                 | Pirineus Orientals | riu                                   | Desemboca: mar Mediterrània Llarg: 115.8km Conca: 1369km² | 42° 42′ 48″ N, 3° 02′ 23″ E / 42.713333333333°N,3.0397222222222°E                        |                                                                     | Têt                                               | Modifica les dades a Wikidata |
|        | casa de la vila de La Cabanassa     | la Cabanassa       | instal·lació Ús: seu del govern local |                                                           | 42° 30′ 01″ N, 2° 06′ 48″ E / 42.500244791729°N,2.11321595775141°E fr:66210 LA CABANASSE |                                                                     | Town hall of La Cabanasse                         | Modifica les dades a Wikidata |
|        | cementiri de la Cabanassa           | la Cabanassa       | cementiri                             |                                                           | 42° 30′ 06″ N, 2° 06′ 58″ E / 42.5017°N,2.116°E                                          |                                                                     |                                                   | Modifica les dades a Wikidata |
|        | coll de la Perxa                    | la Cabanassa       | port de muntanya                      |                                                           | 42° 29′ 47″ N, 2° 05′ 33″ E / 42.4964°N,2.0925°E 1581 1579 msnm                          |                                                                     |                                                   | Modifica les dades a Wikidata |
|        | la Perxa                            | la Cabanassa       | localitat                             |                                                           | 42° 29′ 49″ N, 2° 05′ 35″ E / 42.4968159°N,2.0929901°E 1578 msnm                         |                                                                     |                                                   | Modifica les dades a Wikidata |